# Le Rhodanien (vonat)
Az Le Rhodanien egy francia vasúti Trans-Europ-Express járat volt.

## Története
A járat 1964. május 31-én indult a svájci Genfből, Gare de Genève-Cornavin állomásról és Párizson át egészen a Földközi-tenger partján elterülő Marseilleig közlekedett mint Rapide. 1971-ben azonban az útvonalát jelentősen visszavágták, csak Párizs és Marseille között járt, de már mint Trans-Europ-Express (TEE) járat csak első osztályú kocsikkal. 1978-ban utód nélkül megszűnt.

## Menetrend
| Indulás | Ország        | Állomás              | km  | Érkezés |
| ------- | ------------- | -------------------- | --- | ------- |
| 17:25   | Franciaország | Paris Gare de Lyon   | 0   | 13:55   |
| 21:11   | Franciaország | Lyon Perrache        | 512 | 10:12   |
| 22:07   | Franciaország | Valence              | 617 | 09:13   |
| 23:02   | Franciaország | Avignon              | 742 | 08:14   |
| 23:59   | Franciaország | Marseille St Charles | 863 | 07:15   |